# 中音長笛
中音長笛（英語：alto flute）是長笛家族的一員，屬於木管樂器。中音長笛的音色圓潤豐厚，特別在低音及中音區域上，正好填補了長笛欠缺的音域和低音區域較弱的問題。由於中音長笛的出現時間比其他種類的長笛早，因此在現代樂團中，漸漸成為固定編制，由1名長笛手兼任。

## 外形
中音長笛的管身較粗，長度比C調長笛為長。為方便吹奏，部份長笛生產商會將中音長笛製成「U」形笛頭, 吹口向內；把笛頭造彎的好處是手臂不需過份的伸展，感覺上笛的重量會減輕，而且也較易取得重心點。但其他生產商也有製造直身的中音長笛，因為直身的長笛所吹奏出來的音質比彎頭的為佳。然而，不論是彎或是直的笛頭，中音長笛所需要的呼吸都要比長笛為深。
中音長笛的吹氣孔和C調長笛相同，洞口比較大，位置較為偏近於下唇位置。

## 音域
中音長笛是移調樂器，它的指法和C調長笛相同，但樂譜上所標記的音比實際吹奏出來的音高1個純四度。因此中音長笛又稱為「G調長笛」。一般音域由G3到G6，最高音甚至可達到D♭7。

## 樂曲的應用
葛拉祖諾夫、史特拉汶斯基及拉威爾都是最先在樂隊中使用中音長笛，葛拉祖諾夫的《第8號交響曲》中擁有不少中音長笛的獨奏段落—雖然真正使用它的低音區域卻不算多，且更多是與一般長笛吹奏相同的音高，因而在樂譜上的高音附加線相對較多；拉威爾則有《達夫尼與克羅伊》，而史特拉汶斯基則有《春之祭》、20世紀初，有更多的作曲家使用中音長笛，包括阿爾法諾的《大鼻子情聖》、浦羅哥菲夫的《西古堤組曲》、霍爾斯特的《行星組曲》、蕭士塔高維奇的歌劇《賭徒》、《馬克白夫人》和《第7號交響曲》和彼得·馬克斯韋爾·戴維斯的多首交響曲等。中音長笛亦於電影配樂中被大量使用，例如「魔戒電影三部曲」等。

## 名稱的差異
二十世紀初，英國曾稱中音長笛為 "bass flute" 而非 "alto flute"，這是由於受文藝復興時期的木製長笛命名有關。所以在霍爾斯特的《行星組曲》中所指的，其實應該是中音長笛。同時，現代亦已經發明出真正的低音長笛(比C調長笛低1個八度)。因此名稱上亦開始統一起來。